# ファーストラヴ (小説)
『ファーストラヴ』は、島本理生による長編ミステリー小説。『別册文藝春秋』2016年7月号から2018年1月号に連載、文藝春秋より2018年5月31日に刊行された。父親を刺殺し逮捕された女子大生と事件を取材する臨床心理士、それぞれの周辺人物を通じて、現代社会における家族の闇を描く。第159回直木三十五賞受賞作。
真木よう子主演でテレビドラマ化されNHK BSプレミアムにて2020年2月に放送された、また北川景子主演で映画化され、2021年2月11日に公開された。

## あらすじ
臨床心理士の真壁由紀の元にひとつの執筆依頼が入る。それは、アナウンサー志望の容姿端麗な女子大生が画家の父・聖山那雄人を刺殺した事件について、被疑者である聖山環菜を取材し1冊の本にまとめてほしいというものだった。周囲は「就活に反対されたから父親を殺害した」と犯行動機を推測したが、逮捕後の取り調べで、「（父を殺さなければならなかった理由が自分でもわからないので）動機はそちらで見つけてください」と言い放ち、ワイドショーなどで大きく報道されていた。
由紀の義弟である弁護士の庵野迦葉は環菜の国選弁護人に選任されていた。環菜の母が検察側の証人に立つことを知り、大学の同期生でもある由紀に協力を依頼。由紀と迦葉、それぞれが環菜との接見や手紙のやり取りを進めて行くうちに、ふたりが環菜から聞いた話の内容がつじつまの合わない部分があることに気づき、「環菜は本当のことを話していない」と由紀は考えた。それを踏まえて由紀と迦葉は環菜や那雄人の知人らから家庭環境について話を聞くうちに、環菜が過去に心に問題を抱えるに至った経緯を突き止める。その過程で、由紀もまた自身の生い立ちや、迦葉との関係について向き合っていくようになる。
事件の裁判が近づく中、環菜は殺意を一転して否認。由紀は自身がクリニックで診療を受けていた頃を思い出しながら、初公判の日を迎える。

## 登場人物
真壁由紀
臨床心理士で、夫と息子の3人暮らし。クリニックでのカウンセリングを主たる業務としているが、最近は教育問題に関するテレビ番組への出演もしている。辻からの依頼で、聖山環菜のルポタージュを執筆するため取材を進める。
真壁我聞
由紀の夫。かつては報道写真家を目指していたが、由紀との結婚を機にその道を諦めた。現在は結婚式場のカメラマンとして働きつつ主夫業もこなしている。
庵野迦葉
弁護士で、由紀とは大学の同期。幼いころ両親に捨てられ叔母（＝我聞の母）のもとで育てられた。そのため、我聞とは兄弟同然の関係。国選弁護人として環菜の事件を担当する。
聖山環菜
女子大学生。都内でアナウンサーの面接試験を受験した日、体調不良によって途中辞退、その後父親の那雄人を刺殺したとして逮捕される。「美人すぎる殺人者」としてマスコミではセンセーショナルに取り上げられた。
聖山那雄人
画家。環菜の父親だが血のつながりはない。勤務先である二子玉川の美術学校にて、環菜が持ち込んだ包丁により死亡。
聖山昭菜
環菜の母。那雄人とは美大の同級生で、学内でも一二を争う美人だった。環菜の裁判では検察側の証人として出廷する。
臼井香子
環菜の幼馴染。逮捕後の環菜にとって数少ない味方となる。
辻憲太
出版社社員。由紀に環菜の事件を本にするよう持ち掛けた。ときおり取材にも同行している。
賀川洋一
環菜が大学1年生の時から約2年間交際していた男性。写真週刊誌から環菜との関係について取材を受ける。
小泉裕二
元コンビニエンスストア店員で現在はゲームセンター店長。10年前、家を追い出された環菜を自宅で保護した。環菜曰く"初恋の人"。

## 受賞歴
- 第159回直木三十五賞[2]

## 書誌情報
- ファーストラヴ（2018年5月31日、文藝春秋、ISBN 978-4-16-390841-0）
- ファーストラヴ（2020年2月5日、文春文庫、ISBN 978-4-16-791435-6）

## テレビドラマ
「特集ドラマ」としてテレビドラマ化され、NHK BSプレミアム「スーパープレミアム」にて2020年2月22日の21時から22時59分に放送された。主演は真木よう子。

### キャスト（テレビドラマ）
主要人物
- 真壁由紀 - 真木よう子（大学生時代：里々佳）
- 聖山環菜 - 上白石萌歌（幼少期：乃上桃音）
- 庵野迦葉（かしょう） - 平岡祐太（大学生時代：井上想良）
- 芝悟 - 津嘉山正種
- 真壁我聞 - 吉沢悠
- 聖山昭菜 - 黒木瞳

その他
- 小泉裕二 - 忍成修吾
- 辻憲太 - 谷田部俊（我が家）
- 南羽澄人 - 駿河太郎
- 賀川洋一 - 戸塚純貴
- 聖山那雄人（なおと） - 飯田基祐 - 被害者
- 神尾佑、渡辺憲吉、木下政治、荒井レイラ、太田美恵、荒川浩平

### スタッフ（テレビドラマ）
- 原作 - 島本理生『ファーストラヴ』
- 脚本 - 吉澤智子
- 演出 - 宮武由衣（TBSスパークル）
- 音楽 - 遠藤浩二
- 撮影 - 高間賢治
- VFX - 田中貴志（マリンポスト）
- 臨床心理監修 - 星野概念
- 法律監修 - 小野章子
- 刑務官指導 - 木下登志美
- 警察指導 - 尾崎祐司
- 医療監修 - 山本昌督、青山慎太郎
- アクション指導 - 倉田昭二
- 絵画提供 - 福井欧夏
- プロデュース - 塩村香里（TBSスパークル）
- 制作統括 - 加藤章一（TBSスパークル）、管原浩（NHK）、中村高志（NEP）
- 制作 - NHKエンタープライズ
- 制作・著作 - NHK、TBSスパークル

## 映画
2021年2月11日に公開。監督は堤幸彦、主演は北川景子。
公開日の初日舞台挨拶が東京のTOHOシネマズ六本木ヒルズで行われ、堤幸彦監督、北川景子、木村佳乃、芳根京子、中村倫也、窪塚洋介、板尾創路が登壇し、午前の回は全国の映画館に生中継された。
2021年2月26日より副音声によるキャストと感動!体感コメンタリー上映が行われる。
2021年2月28日、TOHOシネマズ六本木ヒルズにて「ファーストラヴ」大ヒット御礼舞台挨拶の開催が決定し、ゲストに堤幸彦監督、北川景子、芳根京子を迎えて実施された。
劇中に登場する報道写真は佐藤慧・安田菜津紀が提供している。

### キャスト（映画）
- 真壁由紀：北川景子
- 庵野迦葉：中村倫也[15]
- 聖山環菜：芳根京子[15]
- 小泉裕二：石田法嗣[9][10]
- 賀川洋一：清原翔[9][10]
- 主任検事：板垣雄亮
- ラジオパーソナリティー・森屋敷：生島ヒロシ
- 南羽澄人：内村遥
- 辻憲太：田中幸太朗
- 小山ゆかり：広山詞葉
- コンビニ店員：吉田ウーロン太
- 真壁和夫：カゴシマジロー
- 聖山環菜（幼少期）：坂上梨々愛[16]
- 真壁由紀（幼少期）：菊地麻衣
- 聖山那雄人：板尾創路[9][10]
- 焼肉屋の女将：川面千晶
- 真壁律子：キタキマユ
- 庵野迦葉（幼少期）：長春駕
- 岩本淳
- 武石：桑原辰旺
- 裁判官：酒巻誉洋、田山由起
- 迦葉の相弁護人：小林こずえ
- 砂川禎一郎
- 小川裕輔
- 真壁功徳：管勇毅
- 真壁我聞（幼少期）：大西利空
- ふるごおり雅浩
- 比佐仁
- こくぼつよし
- 大重わたる
- 山田奈保
- 由紀のクライアント：芦原優愛
- 裁判長：佐戸井けん太
- 早苗：高岡早紀[9][10]
- 聖山昭菜：木村佳乃[9][10]
- 真壁我聞：窪塚洋介[15]

### スタッフ（映画）
- 原作：島本理生『ファーストラヴ』（文春文庫刊）
- 監督：堤幸彦
- 脚本：浅野妙子
- 音楽：Antongiulio Frulio
- 主題歌：Uru「ファーストラヴ」（ソニー・ミュージックレーベルズ）[17]
- 挿入歌：Uru「無機質」（ソニー・ミュージックレーベルズ）
- 製作：堀内大示、佐々木卓也、渡辺章仁、松木圭市、酒井信二、長坂信人、中部嘉人、五老剛、中野伸二、田中祐介、森田篤、五十嵐淳之
- 企画：水上繁雄
- プロデューサー：二宮直彦、高木智香、小林誠一郎
- アソシエイトプロデューサー：飯田雅裕
- 撮影：唐沢悟
- 照明：木村匡博
- 美術：長谷川功
- 録音：渡辺真司
- 編集：洲﨑千恵子
- 衣装：宮本まさ江
- ヘアメイク：菊地弥生、園部タミ子
- 装飾：谷田祥紀
- 記録：奥平綾子
- VFXスーパーバイザー：岩﨑朋之
- 音響効果：壁谷貴弘
- スケジュール：白石達也
- 助監督：稲留武
- 制作担当：難波杏里
- ラインプロデューサー：鈴木佳那子
- プロダクション統括：千綿英久
- 特殊メイク：松井祐一
- カースタント：雨宮正信
- アクションコーディネーター：諸鍛冶裕太
- フードコーディネーター：田口恵美
- 宣伝プロデューサー：大﨑紀昌
- 企画協力：文藝春秋
- 配給：KADOKAWA
- 制作：角川大映スタジオ、オフィスクレッシェンド
- 製作：「ファーストラヴ」製作委員会（KADOKAWA、ハピネット、ローソンエンタテインメント、ステータス、乃村工藝社、オフィスクレッシェンド、文藝春秋、朝日新聞社、GYAO、毎日放送、UNITED PRODUCTIONS、ムービーウォーカー）